# Bisdom Castellaneta

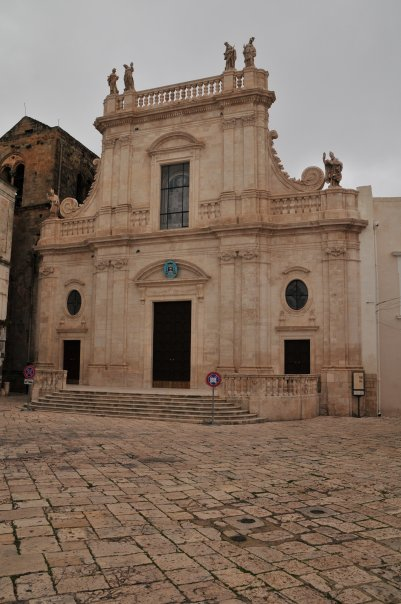
Kathedraal van Castellaneta

Het bisdom Castellaneta (Latijn: Dioecesis Castellanetensis, Italiaans: Diocesi di Castellaneta) is een in Italië gelegen rooms-katholiek bisdom met zetel in de stad Castellaneta. Het bisdom behoort tot de kerkprovincie Tarente en is samen met het bisdom Oria suffragaan aan het aartsbisdom Tarente.

## Geschiedenis
Het bisdom Castellaneta werd in de 11e eeuw opgericht. In 1818 werd het grondgebied van het bisdom Mottola aan het bisdom toegevoegd.